# 顕仁皇后
顕仁皇后（けんじんこうごう）は、北宋の徽宗の妃嬪。南宋の高宗の母であり、その即位後に皇太后とされた。姓は韋氏。

## 生涯
韋安礼の娘。初め、丞相の蘇頌の側女を務めたが、夜尿症のため追い出された。その後、端王（後の徽宗）の府邸に入って侍女となった。侍女喬氏（後の貴妃）と姉妹の契りを結んだ。喬氏は徽宗の寵愛を受け、多くの男子を産んだ後で、韋氏を徽宗に推薦した。韋氏は平昌郡君に封ぜられ、趙構（後の高宗）を産んで、修容嬪にいたった。しかし徽宗の寵愛はなく、寂しい生活を送った。
靖康元年（1126年）、金軍の侵攻に際し、趙構は自身を使節（人質）に送るよう兄の欽宗に申し出た。これは欽宗を喜ばせ、その褒賞として韋氏に龍徳宮賢妃が授けられた。
靖康の変の際、高宗は都を離れていたためかえって難を逃れたが、韋氏は徽宗や欽宗らと共に金に連行された。高宗が南宋を興して皇帝に即位すると、韋氏は宣和皇后の尊号をもって遙尊された。翌月（金の天会5年（1127年）6月7日）、韋氏は柔福帝姫（高宗の異母妹）などの女性たちと共に洗衣院に下された。韋氏は、容姿は凡庸の上に年を取っていたが、高宗に屈辱を与える目的から、多くの辱めを受けた。その後、金の宗室の完顔宗賢の側室とされ、男子を2人産んだ。
南宋の紹興12年（金の皇統2年、1142年）、金と南宋の間に和議が成立し、韋氏が高宗の許に還された。韋氏は皇太后として敬われ、富貴を享受し、またすでに還暦を過ぎていたがさらに長命を保った。
紹興29年9月庚子（1159年11月1日）、臨安の慈寧宮にて80歳で崩じ、「顕仁」と諡された。同年11月、徽宗の永佑陵に合葬された。

## 逸話
晩年、韋太后は目が見えなくなった。名医の皇甫坦のおかげで片目は持ちこたえたが、片目は失明した。
『金史』海陵本紀によると、韋氏が高宗の元へ還される際、欽宗は拝み倒して自身の帰還を依頼するよう懇願し、自身は道士にしてくれればよい（帝位は望まない）といった。韋氏は自身の目にかけて誓いを立てた。しかし帰還後、息子の帝位が動揺すると考え、誓いの言葉を実践しなかった。結局、欽宗は南帰できず、東北の僻地である五国城（現在の黒竜江省ハルビン市依蘭県）で没し、その末裔は紹興31年（1161年）7月に金の海陵王に殺害された。

## 伝記資料
- 『宋史』巻243 后妃伝下 韋賢妃伝
- 『靖康稗史箋證』
- 『三朝北盟会編』
- 『金史』